# Andrej Hauptman
Andrej Hauptman (født 5. maj 1975 i Ljubljana) er en tidligere slovensk professionel landevejscykelrytter.